# Atlides
Genre
Le genre Atlides regroupe des insectes lépidoptères de la famille des Lycaenidae et de la sous-famille des Theclinae.
Ils résident en Amérique dans le sud de l'Amérique du Nord et en Amérique du Sud.

## Liste d'espèces
- Atlides atys (Cramer, [1779])
- Atlides bacis (Godman & Salvin, [1887])
- Atlides browni Constantino, Salazar et Johnson, 1993
- Atlides carpasia (Hewitson, 1868)
- Atlides cosa (Hewitson, 1867)
- Atlides dahnersi Bálint, Constantino et Johnson, 2003
- Atlides gaumeri (Godman, [1901])
- Atlides halesus (Cramer, [1777])
- Atlides halljasoni Bálint et Wojtusiak, 2006
- Atlides havila (Hewitson, 1865)
- Atlides inachus (Cramer, [1775])
- Atlides misma D'Abrera, 1995
- Atlides polama (Schaus, 1902)
- Atlides polybe (Linnaeus, 1763)
- Atlides rustan (Stoll, [1790])
- Atlides zava (Hewitson, 1878)[1].